# Plecotus
Oreillards
Pour les articles homonymes, voir Oreillard (homonymie).
Genre
Les oreillards forment le genre de chauves-souris Plecotus, de la famille des Vespertilionidae. Ces animaux sont pourvus d'oreilles démesurées, avec un long tragus.

## Listes des espèces
Selon une révision taxinomique du genre de 2006, 17 espèces sont reconnues. Une dix-huitième y est depuis ajoutée, Plecotus gaisleri,. Ces espèces peuvent être réparties en deux groupes :
- « Groupe d'espèces de Plecotus auritus »
  - Plecotus ariel Thomas, 1911 — Oreillard du Sichuan
  - Plecotus auritus (Linnaeus, 1758) — Oreillard roux[4] (aussi appelé oreillard brun ou oreillard commun[4])
  - Plecotus homochrous Hodgson, 1847 — Oreillard de Hodgson
  - Plecotus kozlovi Bobrinskii, 1926 — Oreillard de Kozlov
  - Plecotus macrobullaris Kuzyakin, 1965 — Oreillard alpin (aussi appelé oreillard montagnard[5])
  - Plecotus ognevi Kishida, 1927 — Oreillard d'Ognev
  - Plecotus sacrimontis G. M. Allen, 1908 — Oreillard du Japon
  - Plecotus sardus Mucedda, Kiefer, Pidinchedda & Veith, 2002 — Oreillard de Sardaigne (aussi appelé oreillard sarde[6])
  - Plecotus strelkovi Spitzenberger, 2006 — Oreillard de Strelkov
  - Plecotus taivanus Yoshiyuki, 1991 — Oreillard de Taïwan
  - Plecotus turkmenicus Strelkov, 1988 — Oreillard turkmène (aussi appelé oreillard du Turkménistan)
  - Plecotus wardi Thomas, 1911 — Oreillard de Ward (aussi appelé oreillard de l'Himalaya)
- « Groupe d'espèces de Plecotus austriacus »
  - Plecotus austriacus (J. Fischer, 1829) — Oreillard gris[7]
  - Plecotus balensis Kruskop & Lavrenchenko, 2000 — Oreillard d'Éthiopie
  - Plecotus christiei Gray, 1838 — Oreillard d'Égypte[8] (aussi appelé oreillard de Christie[9])
  - Plecotus gaisleri Benda, Kiefer, Hanák & Veith, 2004 — Oreillard de Gaisler
  - Plecotus kolombatovici Dulic, 1980 — Oreillard des Balkans[10]
  - Plecotus teneriffae Barrett-Hamilton, 1907 — Oreillard de Tenerife[11]

Au moins deux espèces non-décrites sont mentionnées par Spitzenberger et al. en 2006, sur la base de spécimens provenant des monts Qinling d'une part, et de Gyantsé, au Tibet, d'autre part.